# Marc Robine
Pour les articles homonymes, voir Robine.
Marc Robine est un journaliste, chanteur et musicien français, né le 14 octobre 1950 à Casablanca (Maroc) et mort le 26 août 2003 à Nîmes.
Auteur d'ouvrages de référence sur l'histoire de la chanson française, il publie également plusieurs biographies de chanteurs (notamment de Jacques Brel, Georges Brassens, Francis Cabrel ou Julien Clerc).

## Biographie
Né en 1950 à Casablanca, Marc Robine passe son enfance dans le nord de la France. Il fait des études d'architecture et apprend la musique, notamment le banjo. Il effectue des séjours au Danemark (1966) et au Kenya (1968). En 1970, il monte son premier groupe folk, et apprend le dulcimer. Il forme en 1975 le groupe « Bière Brune & Misère Noire », puis en Bretagne en 1977 le groupe « Marc Robine, Bouzouki & Compagnie ». En 1979, il devient professeur au conservatoire municipal de Concarneau. En 1981, il s'installe à Paris, et collabore à diverses revues, dont Paroles et Musique. En 1992, Marc Robine participe à la création de la revue Chorus - Les Cahiers de la Chanson, dont il est l'un des membres du comité de rédaction.
En 1995, il reçoit le prix de l'Académie Charles-Cros pour L'Anthologie de la chanson française traditionnelle.
En 1998, il reçoit le Grand Prix de Littérature de l’Académie Charles-Cros pour Grand Jacques, le roman de Jacques Brel, résultat de dix ans de travail pour un livre reconnu comme l'ouvrage de référence sur Jacques Brel, y compris par certains des collaborateurs les plus proches de Brel, tels Jean Corti, Gérard Jouannest et François Rauber). Marc Robine meurt en août 2003 d'un cancer foudroyant, à l'âge de 52 ans.

## Discographie
- 1976 : Ruelles - Musiques pour dulcimer
- 1979 : Gaston Couté
- 1980 : Die französische Musik
- 1983 : The free spirit
- 1984 : Gauloises
- 1990 : L'errance
- 1993 : Le temps des cerises (EPM 983462)
- 1998 : L'exil
- 1999 : Du temps des chevaux au temps des cerises
- 1999 : L'art du dulcimer
- 2003 : Poétique attitude, album posthume avec livret de Fred Hidalgo.
- 2013 : Les Années EPM, coffret de 3CD (avec livret biographique de Fred Hidalgo) compilant L'Errance, L'Exil et Du Temps des chevaux aux Temps des cerises.

## Publications
- (de) Volkslieder aus Frankreich (chansons populaires de France), Fischer Taschenbuch Verlag, Francfort, 1985
- Francis Cabrel, éd. Seghers, collection "Livre compact", 1987
- Le roman de Julien Clerc, éd. Paroles et Musique / Seghers, 1988
- Georges Brassens, histoire d'une vie, Hidalgo éditeur/Fixot, 1991
- Anthologie de la chanson française traditionnelle. Des trouvères aux grands auteurs du XIXe siècle, éd. Albin Michel, 1995. Prix de l'Académie Charles-Cros. Sous l'impulsion de son auteur, cet ouvrage sert par la suite à l'élaboration de l'exposition Il était une fois la chanson française.
- Grand Jacques, le roman de Jacques Brel, éd. Chorus/Anne Carrière, 1998. Préface de Pierre Perret. Prix de l'Académie Charles-Cros
- Il était une fois la chanson française, ouvrage posthume, préface et postface de Fred Hidalgo, éd. Fayard/Chorus, 2004
- Charles Aznavour ou le destin apprivoisé, ouvrage posthume, mené à terme par Daniel Pantchenko, éd. Fayard/Chorus, 2006.

## Manifestation
- Les Rencontres Marc Robine (débats et concerts) ont lieu chaque année en juillet, à Blanzat[2],[3] ([Puy-de-Dôme), près de Clermont-Ferrand.